# Trunk Cay
Trunk Cay je otočić prekriven travom u zaljevu Trunk Bay na otoku St. John na Američkim Djevičanskim otocima. Nalazi se na nadmorskoj visini od 15 metara i nalazi se samo 60 metara od plaže Trunk Bay. To je otočić stjenovitih litica, koraljnih pješčanih plaža i palmi. Služba Nacionalnog parka Djevičanskih otoka nudi podvodne staze za ronjenje oko otoka. Trunk Cay je dobio ime po sedmoprugoj usminjači koja je lokalno poznata kao trupci (eng. trunks).

## Vanjske poveznice
|  | Zajednički poslužitelj ima još gradiva o temi Trunk Cay |